# Арсланагича Мост
Арсланагича Мост (на сръбски: Арсланагића Мост) е село в Босна и Херцеговина, разположено в община Требине, в ентитета на Република Сръбска. Населението му според преброяването през 2013 г. е 92 души, от тях: 89 (96,74 %) сърби, 1 (1,08 %) бошняк и 2 (2,17 %) не се самоопределят.

## Население
Численост на населението според преброяванията през годините:
- 1961 – 304 души
- 1971 – 99 души
- 1981 – 112 души
- 1991 – 118 души
- 2013 – 92 души